# Dietfurt SG
| SG ist das Kürzel für den Kanton St. Gallen in der Schweiz. Es wird verwendet, um Verwechslungen mit anderen Einträgen des Namens Dietfurt zu vermeiden. |

Dietfurt ist ein Dorf in der Gemeinde Bütschwil-Ganterschwil im schweizerischen Kanton St. Gallen.

Luftbild der Unteren Schieb, Spinnerei und Weberei Dietfurt AG von Walter Mittelholzer von 1920

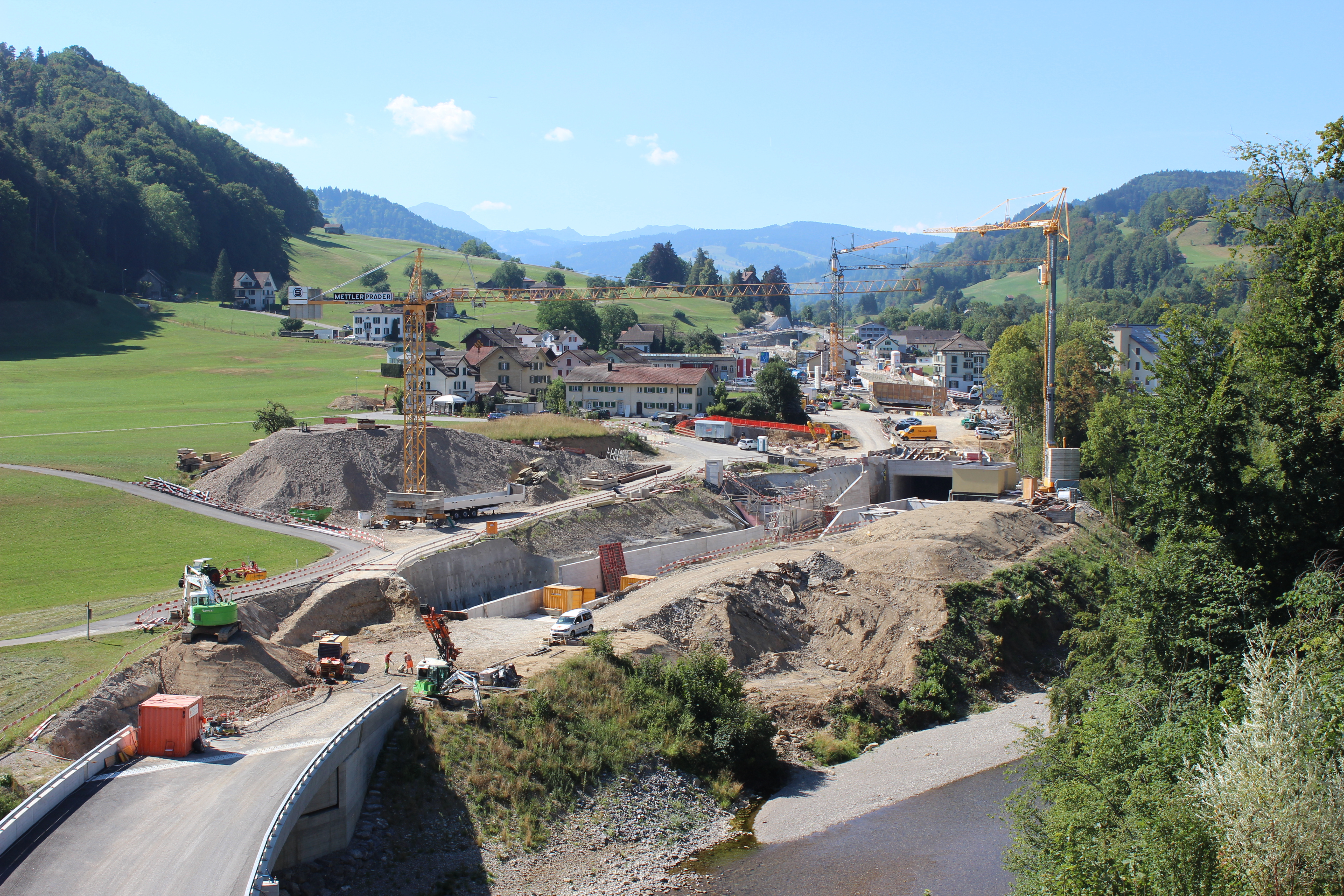
Bau der Umfahrungsstrasse im Jahr 2018

Das Dorf Dietfurt liegt an einem Übergang (Furt) über die Thur, etwa zwei Kilometer südlich von Bütschwil und etwa drei Kilometer nördlich des Städtchens Lichtensteig im Toggenburg. Durch das Dorf führt die Hauptstrasse 16, die dabei die Thur und den Dietfurterbach, kurz vor dessen Einmündung in die Thur, überquert. Weitere Strassen führen von Dietfurt nach Oberhelfenschwil sowie zum Weiler Kengelbach. Die 2020 eröffnete Umfahrungsstrasse Bütschwil entlastet Dietfurt vom Durchgangsverkehr.
Ursprünglich war Dietfurt von Landwirtschaft geprägt, ab 1850 entstanden mehrere Maschinenstickereien und die Spinnerei und Weberei Dietfurt AG, welche Ende der 1960er Jahre 600 bis 700 Beschäftigte hatte. Die 1870 eröffnete Toggenburger Bahn erschliesst Dietfurt mit einer Station.
Die Textilindustrie verlor Ende des 20. Jahrhunderts an Bedeutung. In der Spinnerei und Weberei Dietfurt AG des Industriellen Emil Bührle mussten nach dem Zweiten Weltkrieg hunderte Mädchen bis in die 1960er Jahre Zwangsarbeit leisten. Fürsorgeämter zwangen sie dazu.
Die Firma stellte im Jahr 2000 den Betrieb ein. Das einzige verbliebene Textilunternehmen hatte etwa 30 Angestellte. Als Ende 2012 die Produktion im betreffenden Unternehmen eingestellt wurde, verloren 24 Mitarbeitende ihre Stelle. Mehrere der alten Fabrikanlagen sind heute geschützte Kulturgüter und wurden zu Wohnhäusern umgebaut.